# Casa d'Andreu Fortuny
Casa d'Andreu Fortuny és una casa del municipi dels Pallaresos protegida com a bé cultural d'interès local. Els orígens de la casa són del segle xvi, però les restes més destacades són del segle xix i XX, la reforma de la casa Andreu la va realitzar l'arquitecte Josep M. Jujol, es tracta d'una restauració per a la sra. Fortuny-Solé què es va allargar fins als anys 1940. El 1943 la casa es va partir en dos per a allotjar els fills de la propietària.
Jujol transformà la porta d'accés amb motllures geomètriques, diversos elements interiors (vestíbul, paviments, mobles), els finestrals del primer pis de llinda i ampit corbats i a la planta baixa un original balcó trigeminat. Encastada a la façana hi ha una font, de l'any 1863.

## Descripció
Edifici d'estructura singular i antecedents remots. És una de les cases més destacables del poble, juntament amb la casa Bofarull, i com ella encara conserva l'empremta de l'arquitecte Jujol. Els orígens de la casa es remunten al segle xvi, però les restes més destacades són del segle xix i XX.
De planta baixa, amb arc de mig punt tancat per una porta molt bonica de fusta repujada amb metall, que dona accés al vestíbul de la casa, on hi ha un banc de pedra decorat amb manises i un arc rebaixat. A les dependències del fons s'accedeix a través d'un arc de mig punt. Al primer pis hi ha una galeria de fusta que es pot veure des del vestíbul. El primer pis presenta a l'exterior finestres dividides en tres cossos, la del mig més gran i acabada en arcs semicirculars. Les finestres estan recolzades sobre uns basaments d'estil neoclàssic que devien correspondre a l'antiga estructura de la casa. També és remarcable l'estructura de les golfes, on apareix una galeria correguda d'onze arcs suportats sobre pilastres de fusts de maó. La cornisa de la casa és rectilínia però sobresurten molt les teules àrabs.
L'any 1920 Jujol començà a restaurar la casa. Les obres s'aturaren el 1927. Potser el més característic és la finestra del primer pis, un càntir d'aram, la porta de la planta baixa, el banc de manises, la galeria correguda de les golfes i el menjador amb galeria de fusta del primer pis.